# Carole Roussopoulos
Carole de Kalbermatten, conocida como Carole Roussopoulos (Lausana, 25 de mayo de 1945 – Sion, 22 de octubre de 2009) fue una directora de cine suiza y feminista reconocida por sus primeras películas documentales pioneras del Movimiento de liberación de las mujeres en Francia. Realizó aproximadamente 150 documentales durante su carrera. En 1982, fundó junto a Delphine Seyrig y Ioana Wieder el Centro audiovisual Simone de Beauvoir.

## Biografía
Carole de Kalbermatten nació el 25 de mayo de 1945 en Lausanne, Suiza. Creció en Sion, Suiza en el lado de Valais.
En el año 1969 junto a su marido, Paul Roussopoulos, crearon un colectivo de cine llamado Video Out. En 1970, por la insistencia de su amigo, el autor Jean Genet, adquirió una cámara liviana Sony Portapak y empezó a hacer documentales. Se cree que es la primera mujer en Francia en comprar un cámara de vídeo.

### Trayectoria cinematográfica
En el año 1970, filmó la película documental Genet parle d'Angela Davis sobre la activista política norteamericana Angela Davis. Durante el principio de su carrera, Roussopoulos también presenció y filmó acontecimientos claves en las cruzadas de derechos humanos en París. Por ejemplo, su película de 1971 FHAR (Frente Homosexuel d'Acción Révolutionnaire) documenta el primer desfile por los derechos gay en París.
En 1976, Roussopoulos empezó colaborar con la actriz francesa Delphine Seyrig. Juntas dirigieron en el año 1976 el documental sobre los derechos de las mujeres titulado SCUM Manifesto, basado en el SCUM Manifesto escrito por la feminista radical Valerie Solanas.
En el año 1982, Roussopoulos, Seyrig y Ioana Wieder fundaron el Centro Audiovisual Simone de Beauvoir —nombrado así en referencia a la prominente autora feminista y filósofa francesa—para documentar audiovisualmente el movimiento de derechos de las mujeres.
En 1995 se mudó de nuevo a Suiza para documentar temas suizos que ella sentía que no estaban recibiendo la suficiente atención. Durante este tiempo hizo una serie de películas sobre el cuidado de la salud, enfermedad, envejecimiento y muerte. Falleció el 22 de octubre de 2009 en Molignon, Suiza.

### Les Insoumuses
Roussopoulos, Seyrig y la traductora Ivana Wieder formaron el colectivo de vídeo feminista Les Insoumuses en 1975 después de conocerse en un taller de edición de vídeo que Roussopoulos organizó en su apartamento. El nombre, Les Insoumuses, es un neologismo que combina "insoumise" (desobediente) y "musas." El colectivo produjo varios vídeos, centrado en representaciones de mujeres en los medios de comunicación, trabajo, y los derechos reproductivos.

## Filmografía seleccionada
- Genet parle d'Angela Davis (1970)
- Grève des femmes à Troyes (1971)
- LIP (series of six videos, 1973-1976)
- Y'a qua pas baiser (1973)
- Les Prostituées de Lyon parlent (1975)
- Maso et Miso vont en bateau (1975)
- SCUM Manifesto (1976)[10]
- Debout! Une histoire du mouvement de libération des femmes (1999)[11]
- Cinquantenaire du deuxième sexe: 1949-1999 (2001)[12]

## Premios y reconocimientos
- En 2001 Roussopoulos fue nombrada Caballero (Knight ó Chevalier) de la Legión de Honor en Francia por sus treinta y dos años de servicio cinematográfico.[13]

## Legado
- En 2011 la cineasta suiza Emmanuelle de Riedmatten hizo un documental sobre la vida de Roussopoulos llamada Carole Roussoupolos, une femme à la caméra.[14]
- En 2009 Roussopoulos, pocos meses antes de morir, decidió hacer un documental que mostrara la colaboración con Delphine Seyrig. No pudo terminarlo, y en 2018 Callisto McNulty retomó la idea con el documental Delphine et Carole, Les Insoumuses estrenado en la Berlinale y programado después en el festival de San Sebastián en su sección Zabaltegi - Tabakalera.